# Đồng cỏ acid
Đồng cỏ axit là môi trường sống nghèo dinh dưỡng, đặc trưng bởi cỏ bụi và các bãi đất trống.

## Môi trường sống
Thảm thực vật bị chi phối bởi các loại cỏ và cây thân thảo, mọc trên đất thiếu vôi (calci). Chúng có thể được tìm thấy trên đá trầm tích axit như sa thạch; đá lửa axit như đá granit; và các trầm tích sông ngoài hoặc băng như cát và sỏi. Thực vật đặc trưng của đồng cỏ axit đất thấp ở Anh bao gồm cỏ ống, capillaris Agrostis, cỏ tóc lượn sóng, Deschampsia flexuosa, cỏ ống lông, Agrostis curtisii, tormentil, Potentilla erecta, và các loại hoa như Rumex Acetosella, Rumex Acetosella và thạch nam sữa đông, chi Galium saxophone.

## Ở Anh
Ở Anh, dưới 30.000 ha đồng cỏ axit thấp vẫn còn tồn tại, thường là trên những khu vực đất thông thường và khu bảo tồn thiên nhiên. Nó được coi là môi trường sống quan trọng của quốc gia; các khu vực được tìm thấy ở London trên đất cát và sỏi thoát nước tự do. 271 địa điểm quan tâm khoa học đặc biệt đã được ghi nhận là đồng cỏ axit là một lý do chính cho việc định danh. Công viên Richmond của Greater London, Epping Forest và Wimbledon Common đều là những khu vực bảo tồn đặc biệt với diện tích đáng kể của đồng cỏ axit.